# Phytobia furcata
Phytobia furcata este o specie de muște din genul Phytobia, familia Agromyzidae. A fost descrisă pentru prima dată de Mitsuhiro Sasakawa în anul 1963. Conform Catalogue of Life specia Phytobia furcata nu are subspecii cunoscute.